# Plaça de Caritg
La plaça de Caritg, també anomenada anteriorment plaça de Santa Maria, és un espai urbà de Llinars del Vallès (Vallès Oriental) que compta amb un conjunt d'edificis eclèctics inclòs a l'Inventari del Patrimoni Arquitectònic de Catalunya.

## Descripció
Conjunt d'edificis entre mitgeres que formen la plaça. Les cases dels angles són d'una sola mitgera. El conjunt és força heterogeni, però hi ha unitat d'alçada: planta baixa i dos pisos. Vàries cases presenten una imitació d'encoixinat. La casa de l'angle està coronada per balustrada i florons mentre que la majoria estan rematades per un potent ràfec.
L'edifici més interessant presenta una decoració neoclàssica, la façana és de composició simètrica. Totes les obertures estan flanquejades per pilastres estriades amb capitells dòrics i decoracions vegetals i caps humans.

## Història
L'any 1855 va arribar el ferrocarril a Llinars. Aquest fet va provocar el naixement del primer eixample, que unia el nucli urbà ja consolidat amb l'estació. L'accessibilitat al tren ca generar que algunes construccions burgeses de segona residència que segueixen de prop la introducció de nous llenguatges formals. Moltes d'aquestes construccions tenen un caràcter eclèctic popular, sense arquitectes coneguts.
Els terrenys on avui hi ha la plaça eren propietat del badaloní Josep Caritg i Arnó, i va cedir l'espai per fer-hi la plaça, i després va fer edificar les dues primeres cases. L'Ajuntament de Llinars va donar el seu nom a la plaça en agraïment a la cessió, però arran del suïcidi de Caritg es va canviar el nom pel de plaça de Santa Maria, un nom que va anar variant al llarg del temps fins a 2022, quan l'Ajuntament va decidir restablir el nom de Caritg.